# Содомора Олександр Григорович
Содомора Олександр Григорович (27 травня 1899, Новосілки-Кут — 20 червня 1977, Вирів) — священник УГКЦ, військовий УГА та армії УНР.

## Життєпис
Народився 27 травня 1899 року в с. Новосілка-Кут (Підгаєцький р-н, Тернопільської обл.) у сім'ї священника Григорія Содомори і Марії Гудик. Був п'ятою дитиною в сім'ї. Брат отця Содомори Миколи Григоровича.
Навчався в Новосілківській сільській парафіяльній школі, потім в Бережанській гімназії. Велику увагу приділяв спорту, досягав високих успіхів у боротьбі. Захоплювався музикою.
В Першій світовій війні воював на італійському фронті, з якого повернувся в кінці 1918 року.

1918 р., Бережани. Олександо Содомора в однострої армії УНР.

Брав участь у боях УГА (1918–1919) та Армії УНР (1919). Деякий час був під командуванням Олени Степанів. Зимою, 1919 року, після завершальних боїв УГА, Олександр, зумів уникнути розстрілу та хворий на тиф, зміг повернутися на рідну Тернопільщину.
У 1925 р. за підтримки фонду Андрея Шептицького закінчив теологію у Львівській духовній семінарії Святого Духа. В тому ж році одружився із Софією Дурбак. Мали дітей: Лукію Максимович, Марту Кришталович (1929 р.н.), Юстину Біскуп (1933 р.н.), Андрія (1937 р.н.).
В тому ж 1925 році висвятився в сан священника та пішов на першу парафію в Новий Яричів.
| Роки      | Парафія                                                       |
| --------- | ------------------------------------------------------------- |
| 1925–1928 | смт. Новий Яричів (Кам'янка-Бузький р-н, Львівська обл.)      |
| 1929–1932 | с. Кудирявці (Буський р-н, Львівська обл.)                    |
| 1932–1933 | с. Побужани (Буський р-н, Львівська обл.)                     |
| 1933–1977 | с. Вирів та с. Соколів (Кам'янка-Бузький р-н, Львівська обл.) |

Під час Божественної Літургії (очолює о. Олександр) в селі Соколів (Кам'янка-Бузького р-н, Львівської обл.). 1958 рік.

За час свого служіння в Кудирявцях брав участь в створенні читальні «Просвіти». Створив споживчу кооперативу і кооперативну Братську Касу.
В 1938–1939 рр. обраний селянами с. Вирів радчим до гміни в Желехові (теп. Великосілки)
Навчав дітей релігії в Вирівській початковій школі.

Поч. 1950-х рр., Церква Преображення Господнього села Вирів. Отець Олександр виголошує проповідь.

## Поховання
Помер 20 червня 1977 року в селі Вирів.

Похований на вирівському парафіяльному цвинтарі. На надгробній плиті надпис: 
«Митрофорний протоієрей о. Олександр Содомора, довголітній парох с.Вирів (27.V.1899 — 20.VI.1977) від дітей і парохіян».

## Пам'ять
В 1990 році, Юліан Лучка (автор документальної повісті «Ярема») склав вірш під назвою «Уклін», в пам'ять про о. Олександра.
В 1999 році, Роман Крип'якевич (канд. фізико-математичних наук, дослідник історії України) до сторіччя від дня народження о. Олександра Содомори опублікував статтю-спомин в «Просвіті» під назвою «На ниві земній і духовній».
В 2014 році, Андрій Содомора (український письменник, перекладач, науковець) син о. Олександра написав книгу «Батькова рука: земна й духовна ниви отця Олександра Содомори».
В селі Вирів одна з вулиць села має назву Олександра Содомори.